# Carolina Punset
Carolina Punset Bannel (Washington, D. C., EE. UU., 5 de enero de 1971) es una política española, fue diputada en el Parlamento Europeo desde febrero de 2016 hasta octubre de 2018 por el partido Ciudadanos-Partido de la Ciudadanía (Cs) y desde entonces formó parte como diputada no adscrita en el Grupo de la Alianza de los Liberales y Demócratas por Europa. Anteriormente fue portavoz de este mismo partido en la Comunidad Valenciana y diputada en las Cortes Valencianas (2015-2016). En octubre de 2018 anunció por carta que abandonaba el partido. En julio de 2019 deja de ser diputada en el Parlamento Europeo y comienza una nueva andadura como Asesora Comisionada para asuntos europeos e iniciativas estratégicas en la Presidencia de la Generalidad Valenciana tras su nombramiento el 9 de julio de 2019.

## Biografía
Licenciada en Derecho por la Universidad Autónoma de Madrid, y doctora en derecho por la Universidad de Alicante. Perito calígrafo judicial, especialista universitaria en Cooperación Internacional al Desarrollo por la Universidad Complutense de Madrid. Ha desarrollado su experiencia profesional en el ámbito de diversas organizaciones no gubernamentales como el Proyecto Hombre —dedicada a la reinserción social de personas toxicómanas—, Médicos Sin Fronteras, o la Fundación Ciudad de la Alegría, en la India, entre otros proyectos. 
Es autora en 2013 del libro No importa de dónde vienes, sino adónde vas, obra que refleja su ideario vital ecologista.
Es hija del divulgador científico y político Eduardo Punset, y hermana de Nadia y la escritora y divulgadora Elsa Punset.
En febrero de 2017, se casó en Valencia con el político Alexís Marí.

### Trayectoria política
En el año 2007 puso en marcha y lideró un partido político de corte ecologista y ámbito local en Altea (Alicante) llamado Ciudadanos Independientes por Altea CIPAL. Ha sido concejala de urbanismo, agricultura, sanidad y participación ciudadana en el Ayuntamiento de Altea
En 2012, se presenta como candidata de Europa Ecología Los Verdes (Europe Écologie Les Verts, EELV) en las Elecciones Legislativas para los franceses residentes en la 5.ª circunscripción (España, Portugal, Andorra y Mónaco).
En septiembre de 2013 se incorpora a la plataforma civil Movimiento Ciudadano en el Teatro Goya de Madrid, que da origen a la
expansión nacional de la formación Ciudadanos, partido de la ciudadanía.
Carolina Punset ha sido diputada y portavoz autonómica de Ciudadanos en la Comunidad Valenciana,
tras las elecciones municipales y autonómicas de mayo del 2015. Asimismo, hasta octubre de 2016 ha
sido miembro de la Ejecutiva Nacional de Ciudadanos, como responsable del área de Medio Ambiente
de la formación.
Desde febrero de 2016, Punset ejerce como eurodiputada por Ciudadanos, partido adscrito al Grupo de
la Alianza de Liberales y Demócratas por Europa (ALDE) de la Eurocámara. En el Parlamento Europeo,
su labor se reparte entre las comisiones de Industria, Investigación y Energía 5 y la Delegación en la
Asamblea Paritaria ACP-UE6 en el Parlamento Europeo. Además, es suplente de la Comisión de
Medio Ambiente, Salud Pública y Seguridad Alimentaria y de la Delegación para las Relaciones con los
Países del Asia meridional.
En octubre de 2016 abandonó la Ejecutiva de Ciudadanos, cada vez más lejos de la línea central del partido y con críticas en Valencia del conocido como "clan del dátil" próximo al entorno de los líderes regionales Tormo y Sánchez.
En octubre de 2018 anunció que abandonaba Ciudadanos con una crítica carta con la dirección del partido. Entre sus motivos, sobre la situación en Cataluña, acusa al partido de que “todo lo que no sea la aplicación del 155 del señor Rivera sea señalado con el dedo. Te riñen, por hablar con Puigdemont, con personas de ERC, con cualquiera que no esté en el bloque del 155. Penoso”. Y añadía “te espían, tal cual hacen agentes de la KGB”. La eurodiputada afirma que “hemos pasado de mantener posturas tibias contra el nacionalismo para intentar ganar el voto del catalanismo moderado a ser “los más españolistas””. También critica las políticas de género del partido: “Vergüenza siento también como feminista cuando desde posturas cercanas al “Hazte Oír” se tacha de ideología de género o violencia en el ámbito familiar a lo que en realidad es terrorismo machista” y añade “O cuando se niega la necesidad de listas paritarias a pesar de que allí donde no han sido impuestas, no existe suficiente representación de mujeres”.

## Premios
- Premios Verdes 2009 Fundación José Navarro en tanto que persona con responsabilidad pública por su contribución a la ecología y la alimentación inteligente.[14]

- Premio a la Investigación y desarrollo tecnológico agroalimentario 2011 de la Generalitat Valenciana por el proyecto Residuo Cero que emprendió junto a la Cooperativa Agrícola de Altea como concejala de Agricultura.

- Premio al Municipio Sostenible de la Diputación Provincial de Alicante por el proyecto Huertos Urbanos Ecológicos que emprendió como concejala de Agricultura.